# Proletarski (Belgorod)
Proletarski (russisch Пролетарский) ist eine Siedlung städtischen Typs in der Oblast Belgorod (Russland) mit 8654 Einwohnern (Stand 14. Oktober 2010).

## Geographie
Die Siedlung liegt knapp 70 Kilometer Luftlinie nordwestlich des Oblastverwaltungszentrums Belgorod.
Proletarski gehört zum Rajon Rakitnoje und ist etwa fünf Kilometer in südwestlicher Richtung von dessen Verwaltungssitz Rakitnoje entfernt. Zur Stadtgemeinde (Gorodskoje posselenije) Proletarski gehören noch die umliegenden Dörfer Worskliza und Petrowski.

## Geschichte
Die Entstehung des Ortes steht mit dem Eisenbahnbau zu Beginn des 20. Jahrhunderts in Zusammenhang. Zwischen 1896 und 1901 entstand die private Eisenbahnstrecke Belgorod – Sumy. An dieser wurde 1903 auf Veranlassung der wichtigsten Grund- und Zuckerfabriksbesitzer der Gegend, der Adelsfamilie Jussupow und der Kaufleute Tereschtschenko und Charitonenko die Station Gotnja unweit von Jussupows Residenz Rakitnaja eröffnet. Die Bezeichnung erfolgte nach den nahe gelegenen Dörfern Nikolajewskaja Gotnja und Wwedenskaja Gotnja.
1911 eröffnete die Nord-Donez-Eisenbahn (Sewero-Donezkaja schelesnaja doroga) ihre vom Donezbecken (Station Lichaja) über Charkow nach Lgow führende Strecke, wo Anschluss in Richtung Zentralrussland (Brjansk und Orjol) sowie Kiew bestand. Gotnja wurde zu einem relativ bedeutenden Kreuzungsbahnhof, es entstanden ein neues Bahnhofsgebäude und ein größeres Lokomotivdepot. Die gleichnamige Stationssiedlung wuchs in den Folgejahren erheblich; eine Schule und eine Kirche wurden errichtet.

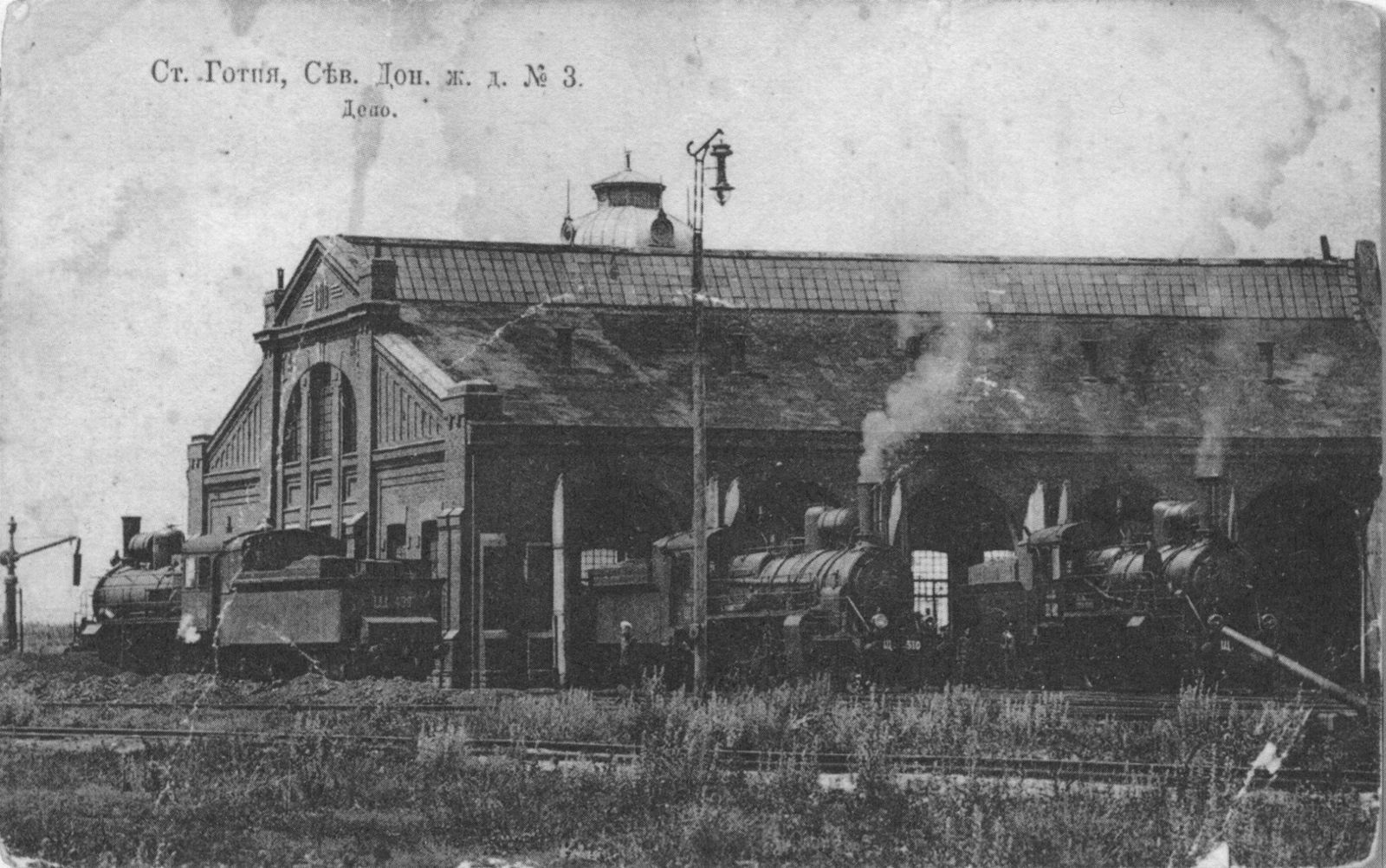
Depot Gotnja der Nord-Donez-Eisenbahn (1910er-Jahre)
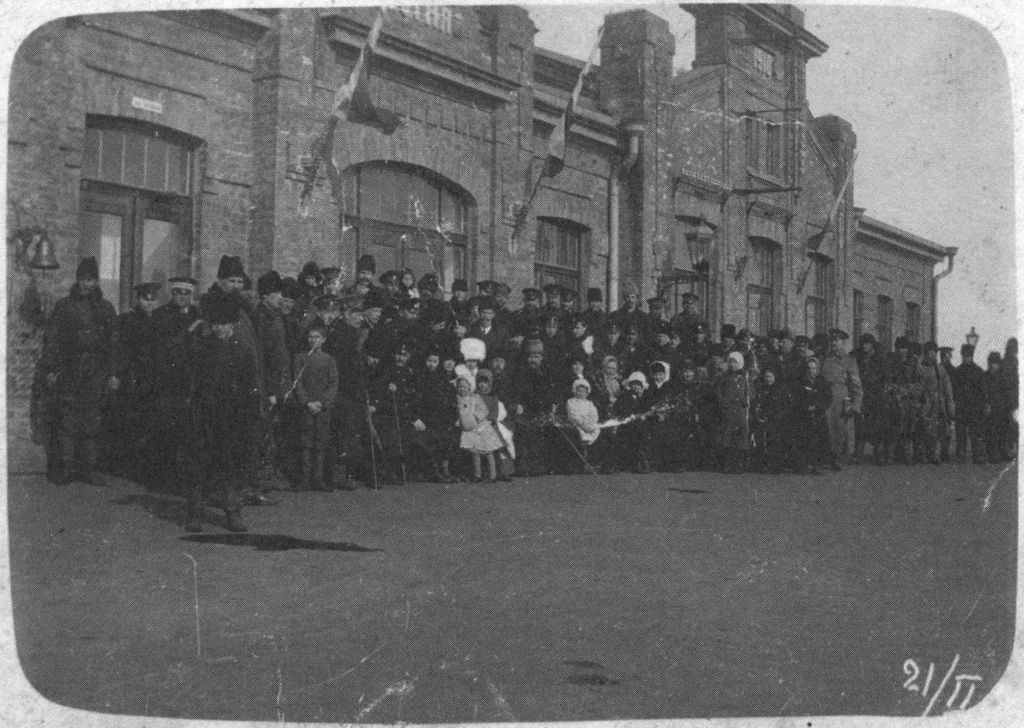
Eröffnung des erweiterten Bahnhofs Gotnja (1911)

Nach der Oktoberrevolution 1917 entstand unweit als weitere Wohnsiedlung Rasdolje und 1933 Pokrowski. 1938 wurden Gotnja, Rasdolje und Pokrowski zu einem Ort zusammengefasst, der unter dem heutigen Namen (russisches Adjektiv von Proletariat; also etwa ‚Proletarische Siedlung‘) den Status einer Siedlung städtischen Typs erhielt. Die Bahnstation behielt den ursprünglichen Namen.
Im Zweiten Weltkrieg war der Proletarski vom 20. Oktober 1941 bis zum 19. Februar 1943 von der deutschen Wehrmacht besetzt, blieb aber noch bis zur Schlacht im Kursker Bogen im Sommer 1943 in Frontnähe.

### Bevölkerungsentwicklung
| Jahr | Einwohner |
| ---- | --------- |
| 1939 | 2355      |
| 1959 | 3795      |
| 1970 | 5477      |
| 1979 | 6915      |
| 1989 | 8167      |
| 2002 | 8675      |
| 2010 | 8654      |

Anmerkung: Volkszählungsdaten

## Wirtschaft und Infrastruktur
Proletarski ist mit der Station Gotnja Eisenbahnknoten an den Strecken Belgorod – Sumy und  Brjansk/Kursk – Charkiw. Ausgehend von einer weiteren bestehenden kurzen Stichstrecke in das benachbarte Rakitnoje (Station Sinaidino) wurde 1988 eine Strecke nach Iwnja (nur Güterverkehr) im Norden der Oblast in Betrieb genommen.  Alle Strecken werden heute von der Jugo-Wostotschnaja schelesnaja doroga (Südost-Eisenbahn) der Russischen Staatsbahn (RŽD) betrieben. Der Station angeschlossen ist ein Reparaturbetrieb für Eisenbahnwagen (Transwagonmasch).
Daneben gibt es Betriebe der Lebensmittelindustrie und der Bauwirtschaft.